# Cincinnati Open 2014 - Qualificazioni singolare maschile
Le qualificazioni del singolare maschile del Cincinnati Open 2014 sono state un torneo di tennis preliminare per accedere alla fase finale della manifestazione. I vincitori dell'ultimo turno sono entrati di diritto nel tabellone principale. In caso di ritiro di uno o più giocatori aventi diritto a questi sono subentrati i lucky loser, ossia i giocatori che hanno perso nell'ultimo turno ma che avevano una classifica più alta rispetto agli altri partecipanti che avevano comunque perso nel turno finale.

## Teste di serie
1. Benjamin Becker (Qualificato)
2. Marinko Matosevic (Qualificato)
3. Tejmuraz Gabašvili (Qualificato)
4. Nick Kyrgios (ritirato)
5. Bernard Tomić (Qualificato)
6. Tobias Kamke (primo turno)
7. Blaž Rola (ultimo turno)

1. Adrian Mannarino (ultimo turno)
2. Paul-Henri Mathieu (ultimo turno)
3. Matthew Ebden (ultimo turno)
4. Benoît Paire (Qualificato)
5. Alejandro González (ultimo turno)
6. Malek Jaziri (ultimo turno)
7. Tim Smyczek (ultimo turno)

## Qualificati
1. Benjamin Becker
2. Marinko Matosevic
3. Tejmuraz Gabašvili
4. Chase Buchanan

1. Bernard Tomić
2. James Ward
3. Benoît Paire

## Tabellone

### Legenda
| - Q = Qualificato - WC = Wild card - LL = Lucky loser | - ALT = Alternate - SE = Special Exempt - PR = Protected Ranking | - w/o = Walkover - r = Ritirato - d = Squalificato |

### Sezione 1
|  | Primo turno | Primo turno     | Primo turno     | Primo turno | Primo turno |  |  | Ultimo turno | Ultimo turno    | Ultimo turno | Ultimo turno | Ultimo turno |  |
|  |             |                 |                 |             |             |  |  |              |                 |              |              |              |  |
|  | 1           | Benjamin Becker | Benjamin Becker | 7           | 6           |  |  |              |                 |              |              |              |  |
|  |             | Tatsuma Itō     | Tatsuma Itō     | 5           | 1           |  |  | 1            | Benjamin Becker | 6            | 3            | 7            |  |
|  |             | Michael Russell | 4               | 6           | 64          |  |  | 13           | Malek Jaziri    | 4            | 6            | 65           |  |
|  | 13          | Malek Jaziri    | 6               | 2           | 7           |  |  |              |                 |              |              |              |  |

### Sezione 2
|  | Primo turno | Primo turno       | Primo turno      | Primo turno | Primo turno |  |  | Ultimo turno | Ultimo turno      | Ultimo turno      | Ultimo turno | Ultimo turno |  |
|  |             |                   |                  |             |             |  |  |              |                   |                   |              |              |  |
|  | 2           | Marinko Matosevic | 6                | 5           | 6           |  |  |              |                   |                   |              |              |  |
|  |             | Ante Pavić        | 4                | 7           | 4           |  |  | 2            | Marinko Matosevic | Marinko Matosevic | 6            | 6            |  |
|  | WC          | Marcos Giron      | Marcos Giron     | 3           | 5           |  |  | 8            | Adrian Mannarino  | Adrian Mannarino  | 4            | 4            |  |
|  | 8           | Adrian Mannarino  | Adrian Mannarino | 6           | 7           |  |  |              |                   |                   |              |              |  |

### Sezione 3
|  | Primo turno | Primo turno        | Primo turno        | Primo turno | Primo turno |  |  | Ultimo turno | Ultimo turno       | Ultimo turno | Ultimo turno | Ultimo turno |  |
|  |             |                    |                    |             |             |  |  |              |                    |              |              |              |  |
|  | 3           | Tejmuraz Gabašvili | 5                  | 6           | 1           |  |  |              |                    |              |              |              |  |
|  |             | Wang Yeu-tzuoo     | 7                  | 4           | 0r          |  |  | 3            | Tejmuraz Gabašvili | 6            | 4            | 6            |  |
|  |             | Peter Polansky     | Peter Polansky     | 6(1)        | 1           |  |  | 12           | Alejandro González | 3            | 6            | 4            |  |
|  | 12          | Alejandro González | Alejandro González | 7           | 6           |  |  |              |                    |              |              |              |  |

### Sezione 4
|  | Primo turno | Primo turno      | Primo turno      | Primo turno | Primo turno |  |  | Ultimo turno | Ultimo turno   | Ultimo turno   | Ultimo turno | Ultimo turno |  |
|  |             |                  |                  |             |             |  |  |              |                |                |              |              |  |
|  | Alt         | Michaël Llodra   | Michaël Llodra   | 1           | 3           |  |  |              |                |                |              |              |  |
|  | WC          | Chase Buchanan   | Chase Buchanan   | 6           | 6           |  |  | WC           | Chase Buchanan | Chase Buchanan | 6            | 7            |  |
|  |             | Somdev Devvarman | Somdev Devvarman | 1           | 3           |  |  | 14           | Tim Smyczek    | Tim Smyczek    | 4            | 64           |  |
|  | 14          | Tim Smyczek      | Tim Smyczek      | 6           | 6           |  |  |              |                |                |              |              |  |

### Sezione 5
|  | Primo turno | Primo turno        | Primo turno        | Primo turno | Primo turno |  |  | Ultimo turno | Ultimo turno  | Ultimo turno  | Ultimo turno | Ultimo turno |  |
|  |             |                    |                    |             |             |  |  |              |               |               |              |              |  |
|  | 5           | Bernard Tomić      | Bernard Tomić      | 7           | 6           |  |  |              |               |               |              |              |  |
|  |             | Farrukh Dustov     | Farrukh Dustov     | 5           | 3           |  |  | 5            | Bernard Tomić | Bernard Tomić | 6            | 7            |  |
|  | WC          | Mackenzie McDonald | Mackenzie McDonald | 2           | 1           |  |  | 10           | Matthew Ebden | Matthew Ebden | 3            | 65           |  |
|  | 10          | Matthew Ebden      | Matthew Ebden      | 6           | 6           |  |  |              |               |               |              |              |  |

### Sezione 6
|  | Primo turno | Primo turno        | Primo turno  | Primo turno | Primo turno |  |  | Ultimo turno | Ultimo turno       | Ultimo turno       | Ultimo turno | Ultimo turno |  |
|  |             |                    |              |             |             |  |  |              |                    |                    |              |              |  |
|  | 6           | Tobias Kamke       | Tobias Kamke | 4           | 4           |  |  |              |                    |                    |              |              |  |
|  | Alt         | James Ward         | James Ward   | 6           | 6           |  |  | Alt          | James Ward         | James Ward         | 7            | 7            |  |
|  | WC          | Devin McCarthy     | 1            | 6           | 3           |  |  | 9            | Paul-Henri Mathieu | Paul-Henri Mathieu | 68           | 5            |  |
|  | 9           | Paul-Henri Mathieu | 6            | 2           | 6           |  |  |              |                    |                    |              |              |  |

### Sezione 7
|  | Primo turno | Primo turno      | Primo turno      | Primo turno | Primo turno |  |  | Ultimo turno | Ultimo turno | Ultimo turno | Ultimo turno | Ultimo turno |  |
|  |             |                  |                  |             |             |  |  |              |              |              |              |              |  |
|  | 7           | Blaž Rola        | Blaž Rola        | 7           | 7           |  |  |              |              |              |              |              |  |
|  |             | Evgenij Donskoj  | Evgenij Donskoj  | 64          | 6           |  |  | 7            | Blaž Rola    | Blaž Rola    | 2            | 2            |  |
|  | Alt         | Alexander Zverev | Alexander Zverev | 1           | 3           |  |  | 11           | Benoît Paire | Benoît Paire | 6            | 6            |  |
|  | 11          | Benoît Paire     | Benoît Paire     | 6           | 6           |  |  |              |              |              |              |              |  |